# Linda chica (EP)
Linda chica es el noveno EP de Los Pekenikes, en línea con los anteriores: versiones de estrellas del momento (Roy Orbison y especialmente Bob Dylan) junto a canciones propias. Huellas fue retomada más adelante arreglada de manera distinta y de manera instrumental en versión embellecida y enriquecida (en el álbum Los Pekenikes II). Acaba con un tema beat, "Una vez más". Se observa la falta del saxo de Alfonso Sainz en contraste con su presencia compositiva y la abundancia de coros del grupo.
En 2011 se compila este y todos los demás discos EP en sendos CD, estando este título en el llamado Los EPs originales remasterizados Vol. 2 (1964-1966)

## Lista de canciones
| Cara 1 | |          |  |
| N.º    | Título | Duración |  |
| 1.     | «Linda chica ["Oh, Pretty Woman"]» ((R.Orbison-B.Dees) Letra en español: Javier Valdés (Enrique Martín Garea)) | 2:26     |  |
| 2.     | «Quisiera Saber (Blowin' in the Wind)» ((R. Zimmerman) Letra en español:-R. Morena)                            | 3:02     |  |

| Cara 2 |                                            |          |  |
| N.º    | Título                                     | Duración |  |
| 1.     | «Huellas» (Alfonso Sainz)                  | 3:23     |  |
| 2.     | «Una vez más» (Alfonso Sainz- J. Barranco) | 2:31     |  |

## Miembros
- Alfonso Sainz - Saxo tenor, y sin embargo ausente del sonido del EP.
- Lucas Sainz - Guitarra líder
- Ignacio Martín Sequeros - Bajo eléctrico
- Pablo Argote - Batería
- Tony Luz - Guitarra rítmica
- Pepe Barranco - Cantante. Guitarra

- Se escuchan coros en varias canciones, sin duda producidas por el grupo, sin determinar si todos o parte de ellos.